# 제레미 모렐
제레미 모렐(프랑스어: Jérémy Morel, 1984년 4월 2일, 로리앙 ~) 은 프랑스 출신 마다가스카르의 전 축구 선수이다. 그는 과거 센터백으로 활약하였다.

## 경력
모렐은 2003년 4월 19일, FC 괴뇽과의 홈경기에서, 파프 말릭 디오프와 교체되어 데뷔전을 치루었고, FC 로리앙은 0-1로 패하였다. 그는 이 시즌 잔여 기간 동안 한번밖에 더 출장하지 못하였으나, 시간이 지나면서 로리앙의 라인업에 있어서 중요한 인물이 되었다.
로리앙이 리그 1 승격을 달성한 2005-06 시즌, 그는 28경기에 출장하였다.
2011년 6월 19일, 모렐은 고향 로리앙을 떠나 라이벌 올랭피크 드 마르세유로 이적하였다. 그는 고향 클럽 소속으로 9년을 보낸 후, 2015년 6월 30일까지 유효한 계약을 서명하였다.